# Luis Cordero (football, 1981)
Pour les articles homonymes, voir Luis Cordero et Cuéllar (homonymie).
Luis Enrique Cordero Cuéllar, né le 8 avril 1981 à Lima (Pérou), est un joueur et entraîneur péruvien de football.

## Biographie

### Carrière de joueur
Surnommé Pompo, Luis Cordero est formé à l'Universitario de Deportes. Il y commence sa carrière en 1998, lancé par l'entraîneur Oswaldo Piazza qui le fait débuter le 9 mai 1998 contre le Sporting Cristal (victoire 2-1). Avec l'Universitario, il remporte trois championnats du Pérou consécutifs en 1998, 1999 et 2000 et prend part à deux éditions de la Copa Libertadores en 2000 et 2001 (deux matchs en tout, pas de but).
Après des passages par l'Alianza Atlético, le FBC Melgar et l'Unión Huaral entre 2002 et 2003, il revient à l'Universitario en 2004.
En 2007, il signe à l'Universidad César Vallejo et y remporte le championnat de 2e division cette même année. En 2011, il devient une deuxième fois champion de D2 au sein du José Gálvez FBC. En 2012, il s'octroie la Copa Perú avec l'Universidad Técnica de Cajamarca. Il met fin à sa carrière en 2016 au Club Carlos A. Mannucci de Trujillo.
Même s'il n'a jamais été international A, Luis Cordero joue avec les U20 le championnat des moins de 20 ans de la CONMEBOL en 1999. L'année suivante, il dispute avec l'équipe du Pérou olympique le Tournoi pré-olympique de la CONMEBOL 2000.

### Carrière d'entraîneur
Luis Cordero dirige quelques clubs de Copa Perú (D3 péruvienne) à partir de 2016, dont l'Alfonso Ugarte de Chiclín en 2017. 
Mais c'est en tant qu'entraîneur dans le football féminin qu'il obtient ses meilleurs résultats, notamment à la tête de la section féminine du Carlos A. Mannucci, qu'il emmène deux fois d'affilée sur le podium du championnat péruvien en 2022 (finaliste) et 2023 (troisième).

## Palmarès

### Palmarès de joueur
| Universitario de Deportes - Championnat du Pérou (3) : - Champion : 1998, 1999 et 2000. |  | Universidad César Vallejo - Championnat du Pérou D2 (1) : - Champion : 2007. |

| José Gálvez FBC - Championnat du Pérou D2 (1) : - Champion : 2011. - Torneo Intermedio (1) : - Vainqueur : 2011. |  | UTC Cajamarca - Copa Perú (1) : - Vainqueur : 2012. |

### Palmarès d'entraîneur
Carlos A. Mannucci
- Championnat du Pérou féminin :
  - Vice-champion : 2022[5].